# Делије (филм)
Делије је југословенски филм из 1968. године. Режирао га је Мића Поповић, који је написао и сценарио. Припада остварењима црног таласа.

## Радња
Ратни вихор је прошао и оставио трајне деформације у људској психи. Два брата се враћају после ослобођења у своје село које је спаљено и опустело. Признали су један другоме да су из рата, као трофеје, понели шмајсере са муницијом. И почињу игру са пуцањем коју воле, придружује им се и Немац који је заостао у камењару после разарања села. И у тој сулудој игри гину сва тројица.

## Улоге
| Глумац                   | Улога                     |
| ------------------------ | ------------------------- |
| Љерка Драженовић         | Девојка                   |
| Јован Јанићијевић Бурдуш | Исидор                    |
| Данило Бата Стојковић    | Гвозден                   |
| Мира Ступица             | уплакана мајка            |
| Михаило Илић             | Немац                     |
| Раде Марковић            |                           |
| Душан Јанићијевић        | Влатко                    |
| Љуба Тадић               |                           |
| Растко Тадић             |                           |
| Миодраг Андрић           |                           |
| Љубомир Ћипранић         | Немац                     |
| Драгомир Фелба           |                           |
| Љубица Јанићијевић       |                           |
| Милан Јелић              |                           |
| Драгана Калаба           |                           |
| Дамјан Клашња            |                           |
| Петар Лупа               | професор                  |
| Злата Нуманагић          |                           |
| Бранко Петковић          |                           |
| Бора Тодоровић           | железничар                |
| Надежда Вукићевић        |                           |
| Мирјана Вачић            | Певачица (као Мира Вачић) |
| Радомир Поповић          |                           |

## Културно добро
Југословенска кинотека је, у складу са својим овлашћењима на основу Закона о културним добрима, 28. децембра 2016. године прогласила сто српских играних филмова (1911-1999) за културно добро од великог значаја. На тој листи се налази и филм "Делије".